# Arry, Moselle
Arry är en kommun i departementet Moselle i regionen Grand Est (tidigare regionen Lorraine) i nordöstra Frankrike. Kommunen ligger i kantonen Ars-sur-Moselle som tillhör arrondissementet Metz-Campagne. År 2022 hade Arry 532 invånare.

## Befolkningsutveckling
Antalet invånare i kommunen Arry
| Referens: INSEE |